# Franciszek Jan Pogonowski
Franciszek Jan Pogonowski pseudonim: kapitan Marek (ur. 7 października 1891 w Łowiczu, zm. 29 maja 1976 w Zielonkach) – polski inżynier, organizator przemysłu zbrojeniowego, oficer Armii Krajowej.

## Życiorys
Współzałożyciel i naczelnik Drużyn Sarmackich – organizacji młodzieży gimnazjalnej działającej w Warszawie w latach 1910–1914. Absolwent Wydziału Mechanicznego Politechniki Kijowskiej w 1917. Współorganizator i wicedyrektor Wojskowej Wytwórni Zapalników Artyleryjskich w Warszawie. Od 1925 Kierownik Wydziału Zapalników a następnie Kierownik Wydziału Inspekcji oraz szef Biura Studiów Wytwórni Amunicji w Skarżysku-Kamiennej. Od czerwca 1939 Kierownik Biura w Paryżu Państwowych Wytwórni Uzbrojenia, a następnie przewodniczący Komisji Odbioru Maszyn dla Polski przy Ambasadzie RP w Paryżu. Kilkanaście dni po wybuchu II wojny światowej powrócił do Polski. W 1941 wstąpił do Związku Walki Zbrojnej. Zorganizował konspiracyjną produkcję materiałów wybuchowych, granatów i broni. W 1944 zorganizował w Warszawie produkcję pocisków 9 mm do pistoletów. W Powstaniu Warszawskim walczył w zgrupowaniu „Leśnik”. Mianowany kapitanem czasu wojny Armii Krajowej. Autor książki Podziemna zbrojownia nagrodzonej dyplomem Towarzystwa Miłośników Historii, Towarzystwa Przyjaciół Warszawy i Wydziału Kultury Miasta Stołecznego Warszawy. Odznaczony Krzyżem Walecznych i Złotym Krzyżem Zasługi. W miejscowości Zielonki-Wieś znajduje się ulica jego imienia.

## Publikacje i maszynopisy
- Podziemna zbrojownia (Wydawnictwo Ministerstwa Obrony Narodowej, Warszawa 1975)
- Początek i rozwój Fabryki Amunicji w Skarżysku-Kamiennej (Warszawa 2008) – jako część książki Jerzego Krauzego

publikacja o Franciszku Janie Pogonowskim:
- Jerzy Krauze – Franciszek Jan Pogonowski: życie i działalność Fr. J. Pogonowskiego (Warszawa 2008)

maszynopisy zdeponowane w Bibliotece Narodowej, Muzeum Techniki i Wojskowym Instytucie Historycznym w Warszawie:
- Wspomnienia z Ukrainy, Podola i Wołynia
- Historia Fabryki Amunicji w Skarżysku-Kamiennej
- Przemysł amunicyjny w Polsce w okresie międzywojennym
- Drużyny Sarmackie
- Włóczęga wodna – wspomnienia z wędrówek wodniackich
- Tam za zakrętem – wspomnienia z wędrówek wodniackich
- Skarby Amazonii – powieść fantastycznonaukowa dla młodzieży